# Liwia Łuża
Liwia Łuża (deutsch Eiersberger See oder Horst-Eiersberger See) ist ein Strandsee in der Gmina Rewal und gehört damit zum Powiat Gryficki in der polnischen Woiwodschaft Westpommern.

## Beschreibung
Die Liwia Łuża liegt an der Treptower Küste im Becken eines ehemaligen Gletschersees. Sie entstand dadurch, dass eine frühere Bucht durch einen Sandwall von der Ostsee abgetrennt wurde. Dieser besitzt heute eine Breite von 400 m im Westen und 1200 m im Osten. Der See und das Meer stehen durch einen etwa 1000 m langen Kanal in Verbindung, der ebenfalls Liwia Łuża (Liebelose) genannt wird. Über diesen Kanal entwässert der See in die Ostsee, bei stürmischen Winden aus dem Norden strömt aber umgekehrt auch Meerwasser in den See, dessen Spiegel nur etwa 30 Zentimeter über dem Meeresniveau liegt. Von Süden fließt über den Kanał Lądkowski das Wasser zahlreicher Gräben aus dem Cammin-Treptower Bruch in den See. Im Südosten mündet der Bach Sadlno in die Liwia Łuża. Die Düngung der Wiesen im Einzugsgebiet und bis vor kurzem auch die direkte Einleitung häuslichen Abwassers führten zu einer Eutrophierung der Liwia Łuża.
Der See besitzt eine Fläche von 2,1 km². Sein Einzugsgebiet ist 160,7 km² groß. Das 6,5 km lange Seeufer ist überall flach und morastig. Die Breite des Schilfgürtels variiert von 5 bis 60 m. Besonders am Südufer ist eine fortschreitende Verlandung zu beobachten. Das Gewässer ist maximal 1,7 m, im Durchschnitt aber nur 94 cm tief. Der Seegrund ist moorig. 1,5 km östlich liegt mit dem Konarzewo (Kirchhagener See) ein weiterer flacher Strandsee.
Auf dem Damm am nördlichen Seeufer befinden sich der zentrale Teil der Ortschaft Niechorze und der Westen der Ortschaft Pogorzelica (Fischerkaten). Ufernah verlaufen hier die Gleise der Greifenberger Kleinbahn. Am Südostufer liegt die Ortschaft Skalno, die mit ihrer deutschen Bezeichnung Eiersberg früher namensgebend für den See war.

## Naturschutz
1959 wurden der See und ein schmaler Uferstreifen mit einer Gesamtfläche von 239,74 ha als „Rezerwat przyrody Jezioro Liwia Łuża“ unter Naturschutz gestellt. Damit sollten die Brutpopulationen des Höckerschwans und der Schellente geschützt werden. Das heutige Schutzziel ist breiter gefasst und besteht in der Bewahrung des einzigartigen Ökosystems aus seltenen, vor allem salzliebenden Pflanzenarten und Wasservögeln. Zu letzteren gehören der Haubentaucher, der Kranich, die Graugans, die Rohrweihe, der Rotschenkel, die Lachmöwe, die Blässgans, die Waldsaatgans, die Silbermöwe, der Kormoran und die Flussseeschwalbe. Die häufigsten Arten von Fischen sind die Brachse, der Güster, das Rotauge und die Schleie. Vertreten sind darüber hinaus der Europäische Aal, die Rotfeder, der Hecht, der Dreistachlige Stichling, der Flussbarsch, der Kaulbarsch, der Zander, der Aland, der Ukelei, der Gründling, der Graskarpfen, die Karausche, der Karpfen, die Meerforelle und der Atlantische Lachs. Im Gebiet leben zudem der Fischotter, die Ringelnatter sowie verschiedene Lurche wie die Erdkröte, die Knoblauchkröte und die Rotbauchunke.
Der See liegt in den Natura-2000-Gebieten „Wybrzeże Trzebiatowskie“ (PLB320010) und „Trzebiatowsko-Kołobrzeski Pas Nadmorski“ (PLH320017).

## Naherholung
Um den See führen ein 9,8 km langer Rundwanderweg, und ein 8,8 km langer Radwanderweg.

## Galerie

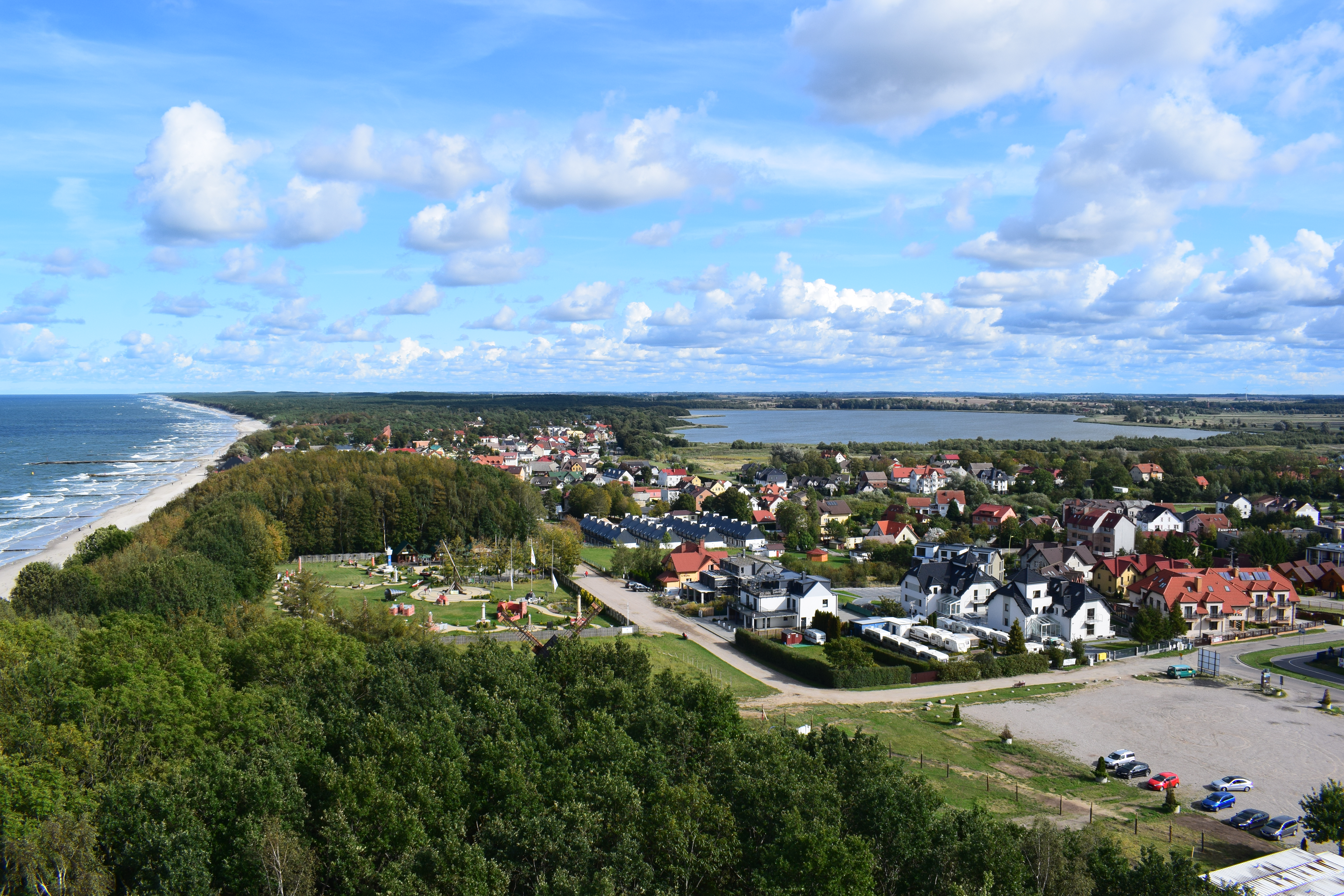
Niechorze zwischen Ostsee (links) und Liwia Łuża (rechts)
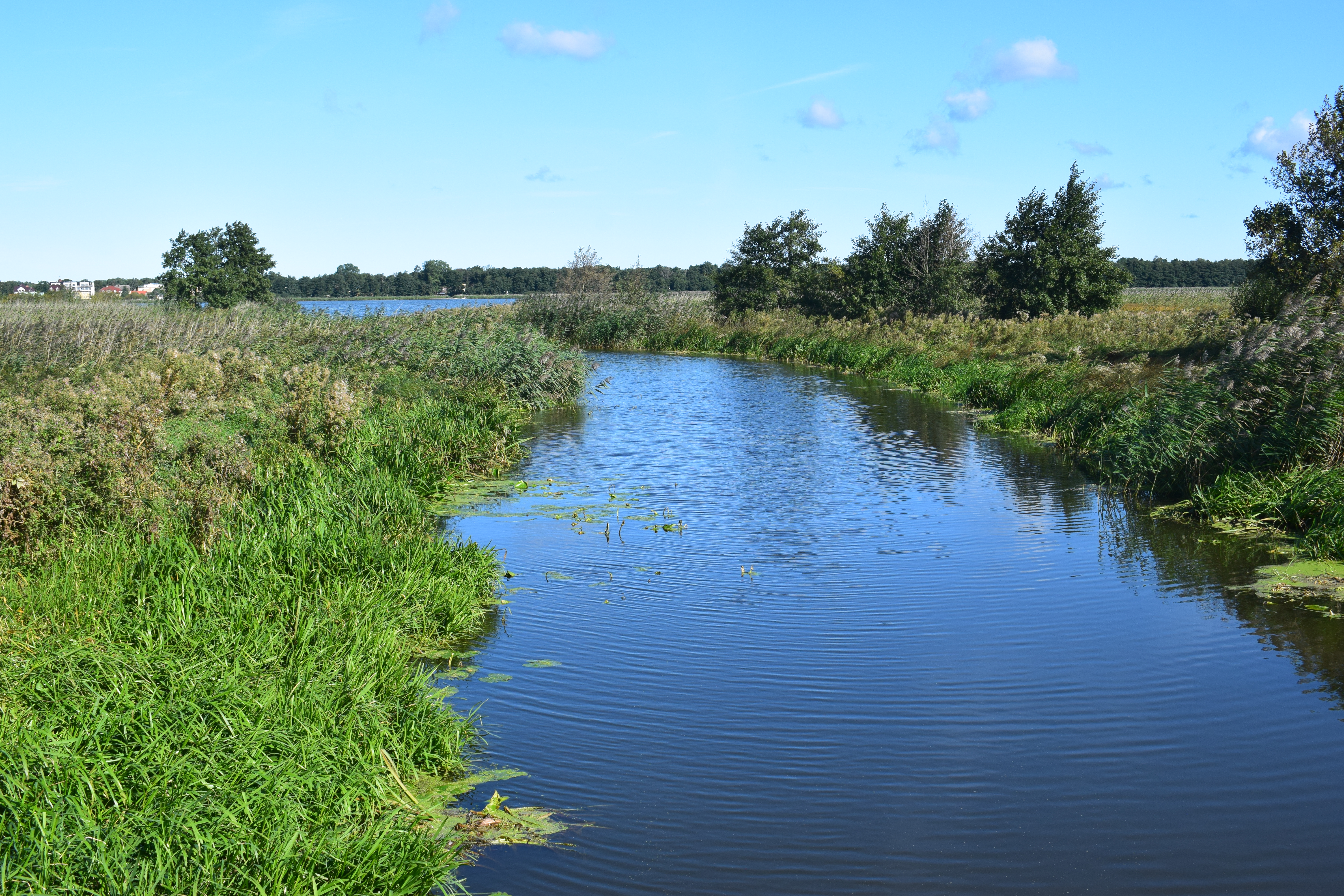
Mündung des Lądkowski-Kanals
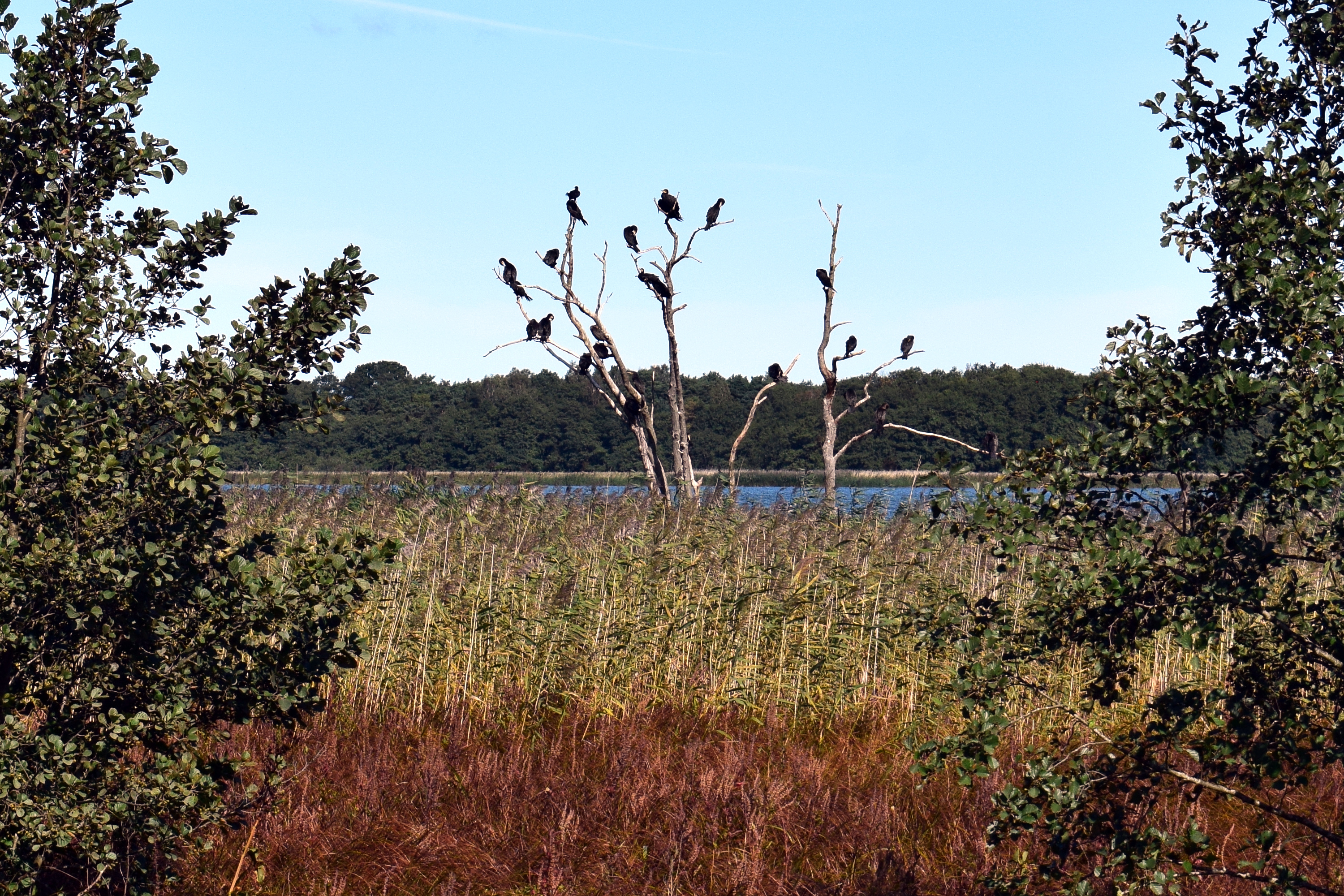
Kormorane am See
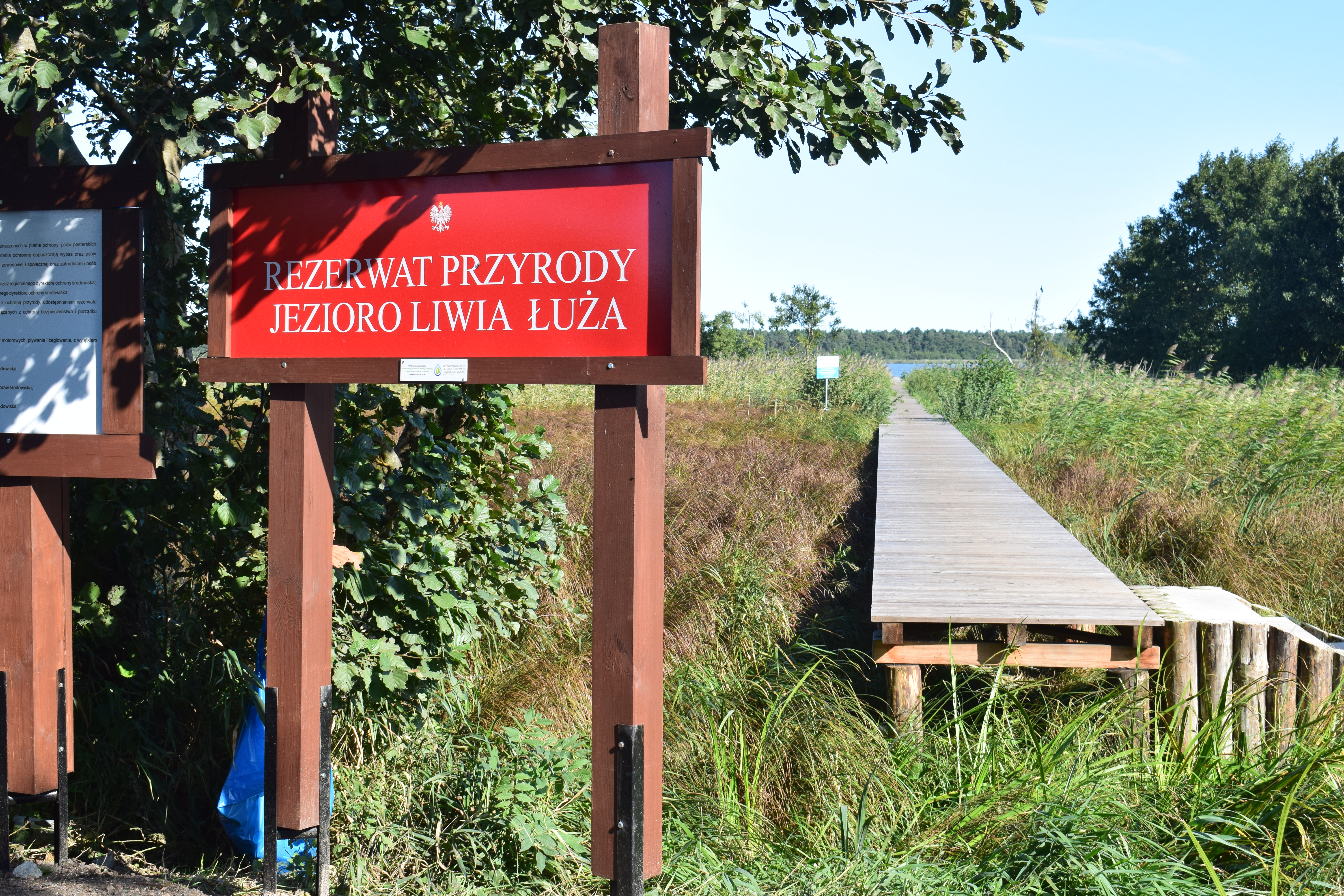
Hinweisschild auf das Naturschutzgebiet
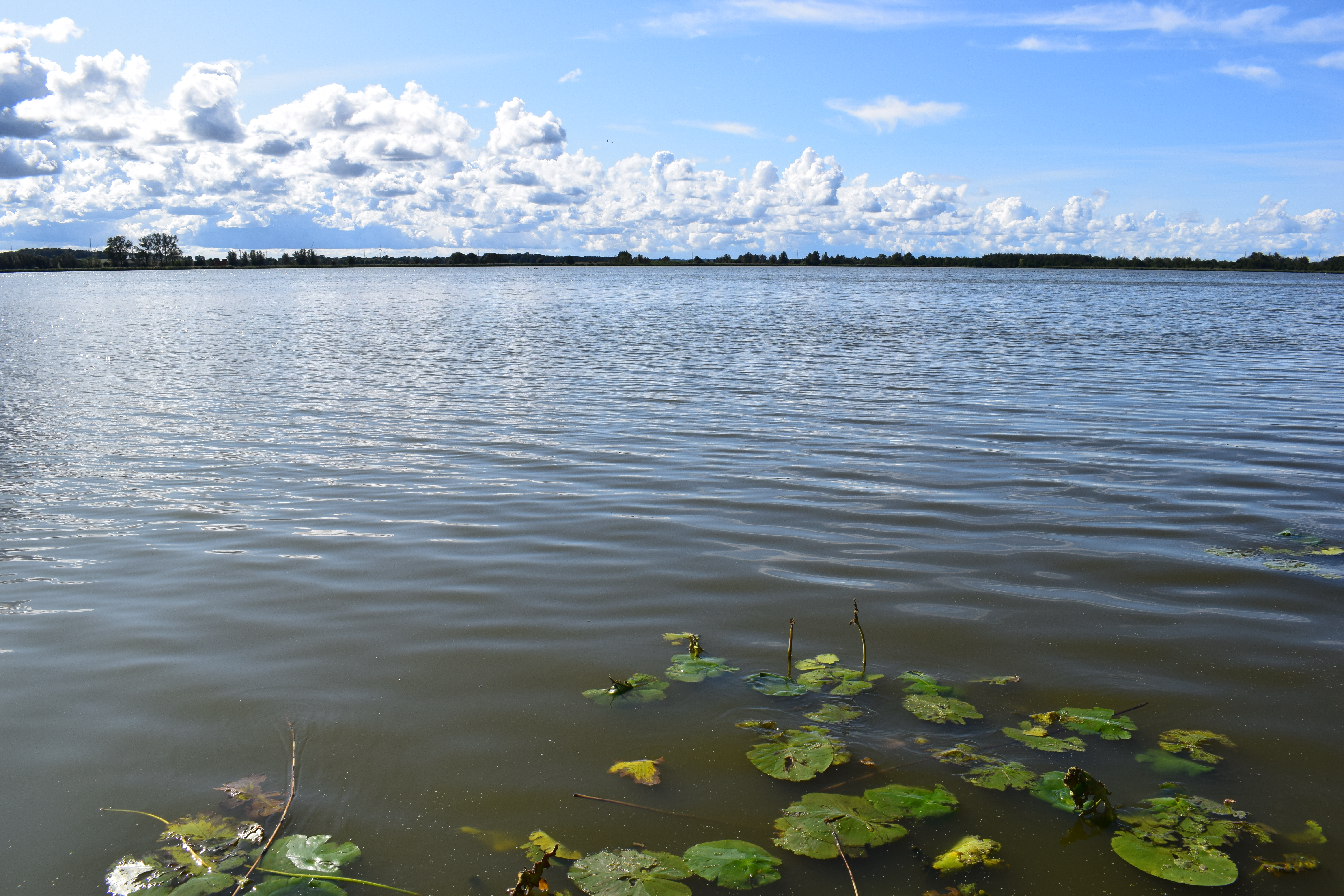
Blick vom Nordufer über den See